# Maria Cibrario Cinquini
 
Elisa Maria Eugenia Cibrario Cinquini (Gènova, 6 de setembre de 1905 – Pavia, 16 de maig de 1992) fou una matemàtica italiana especialitzada en les equacions diferencials en derivades parcials i coneguda per les seves recerques en associació amb Guido Fubini, Giuseppe Peano, i Francesco Tricomi.

## La vida

### Primera vida i educació
Maria Cibrario va néixer a Gènova el 6 de setembre de 1905. Va estudiar al Liceo Pietro Verri a Lodi, Llombardia, i es va matricular el 1923 en un programa de ciències físiques i matemàtiques a la Universitat de Torí, on es va convertir en estudiant de Guido Fubini, i es va graduar el 1927.  Es va convertir en assistent de Giuseppe Peano, i Peano la va ajudar a obtenir una habilitació com a professora d'escola secundària l'any 1927.  Peano va morir el 1932, i el mateix any va obtenir una plaça de professora i va començar a treballar amb Francesco Tricomi.

### Vida posterior i carrera acadèmica
El 1938 es va casar amb el matemàtic Silvio Cinquini; van tenir tres fills. Poc després de casar-se, tots dos van ocupar llocs de professors a la Universitat de Pavia. L'any 1947 va guanyar el concurs per a la càtedra d'anàlisi matemàtica a la Universitat de Càller, d'on es va traslladar a la Universitat de Mòdena i després, el 1950, va tornar a Pavia com a professora titular. Es va retirar com a professora emèrita el 1980. 
Va morir el 16 de maig de 1992 a Pavia. 

## Recerca
La tesi de Cibrario de 1927 es refereix a les transformades de Laplace i la seva aplicació a les equacions en derivades parcials parabòliques.  Des d'aleshores fins a principis de la dècada de 1940, una de les seves principals àrees d'estudi es va referir a les equacions diferencials parcials de tipus mixt el·líptic-hiperbòlic, trobant que el treball anterior de Tricomi en aquesta àrea era incomplet i va publicar una classificació completa d'aquestes equacions i dels mètodes de solució adequats per a cada tipus d'equació dins d'aquesta classificació. Aquest treball més tard va tenir una gran aplicabilitat a l'aerodinàmica dels avions transònics,  i l'equació de Cibrario-Cinquini rep el nom del seu treball d'aquesta època.
El seu treball posterior es va referir a les equacions diferencials no lineals, els sistemes d'equacions hiperbòliques i la teoria de corbes i funcions generalitzades. Inclou la solució de problemes antics d'Édouard Goursat sobre equacions hiperbòliques no lineals i d'Augustin-Louis Cauchy sobre sistemes d'equacions de primer ordre. 

## Reconeixement
L'any 1929, Cibrario va guanyar el premi Corrado Segre per les seves primeres investigacions,  i el 1933, Cibrario va guanyar un premi per a investigadors joves de l'Accademia dei Lincei.  Es va incorporar a l' Istituto Lombardo Accademia di Scienze e Lettere el 1951 i es va convertir en membre de ple dret el 1967. L'any 1968, es va convertir en membre de l'Academia de les Ciències de Torí.  Després de la seva jubilació, el 1981, va ser elegida membre emèrit de l'Accademia dei Lincei. 